# Beljajka
Beljajka (izvirno srbsko Бељајка) je naselje v Srbiji, ki upravno spada pod Občino Despotovac; slednja pa je del Pomoravskega upravnega okraja.

## Demografija
V naselju, katerega izvirno (srbsko-cirilično) ime je Бељајка, živi 218 polnoletnih prebivalcev, pri čemer je njihova povprečna starost 48,0 let (45,5 pri moških in 50,3 pri ženskah). Naselje ima 122 gospodinjstev, pri čemer je povprečno število članov na gospodinjstvo 2,16.
To naselje je, glede na rezultate popisa iz leta 2002, večinoma srbsko, a v času zadnjih treh popisov je opazno zmanjšanje števila prebivalcev.
|  |

| Demografija | Demografija     | Demografija     |
| Leto        | Št. prebivalcev | Št. prebivalcev |
| ----------- | --------------- | --------------- |
|             |                 |                 |
|             |                 |                 |
|             |                 |                 |
|             |                 |                 |
| 1948        | 647             |                 |
| 1953        | 654             |                 |
| 1961        | 622             |                 |
| 1971        | 636             |                 |
| 1981        | 610             |                 |
| 1991        | 554             | 372             |
| 2002        | 492             | 265             |
|             |                 |                 |

| Etnična sestava po popisu iz leta 2002 | Etnična sestava po popisu iz leta 2002 | Etnična sestava po popisu iz leta 2002 | Etnična sestava po popisu iz leta 2002 | Etnična sestava po popisu iz leta 2002 |
| -------------------------------------- | -------------------------------------- | -------------------------------------- | -------------------------------------- | -------------------------------------- |
| Srbi                                   | Srbi                                   |                                        | 182                                    | 68,67%                                 |
| Vlahi                                  | Vlahi                                  |                                        | 67                                     | 25,28%                                 |
| Makedonci                              | Makedonci                              |                                        | 1                                      | 0,37%                                  |
| Neznano                                | Neznano                                |                                        | 1                                      | 0,37%                                  |